# Elatostema samoense
Elatostema samoense är en nässelväxtart som beskrevs av Franz Reinecke. Elatostema samoense ingår i släktet Elatostema och familjen nässelväxter. Inga underarter finns listade i Catalogue of Life.